# Kiso-mura
Kiso (japanska: 木祖村?, Kiso-mura) är en landskommun (by) i Nagano prefektur i Japan.  